# کیم چانگ-سو
کیم چانگ-سو (زادهٔ ۱۲ سپتامبر ۱۹۸۵) یک بازیکن فوتبال اهل کره جنوبی است.
وی همچنین در تیم‌های ملی فوتبال کره جنوبی کره جنوبی کره جنوبی بازی کرده است.